# Rudolf Esterer

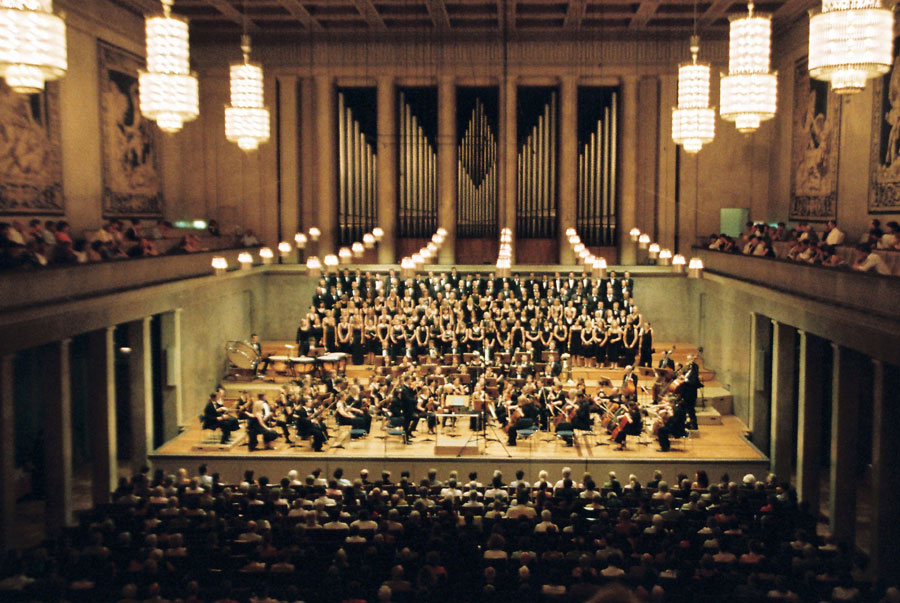
Innenansicht des Herkulessaales der Münchner Residenz

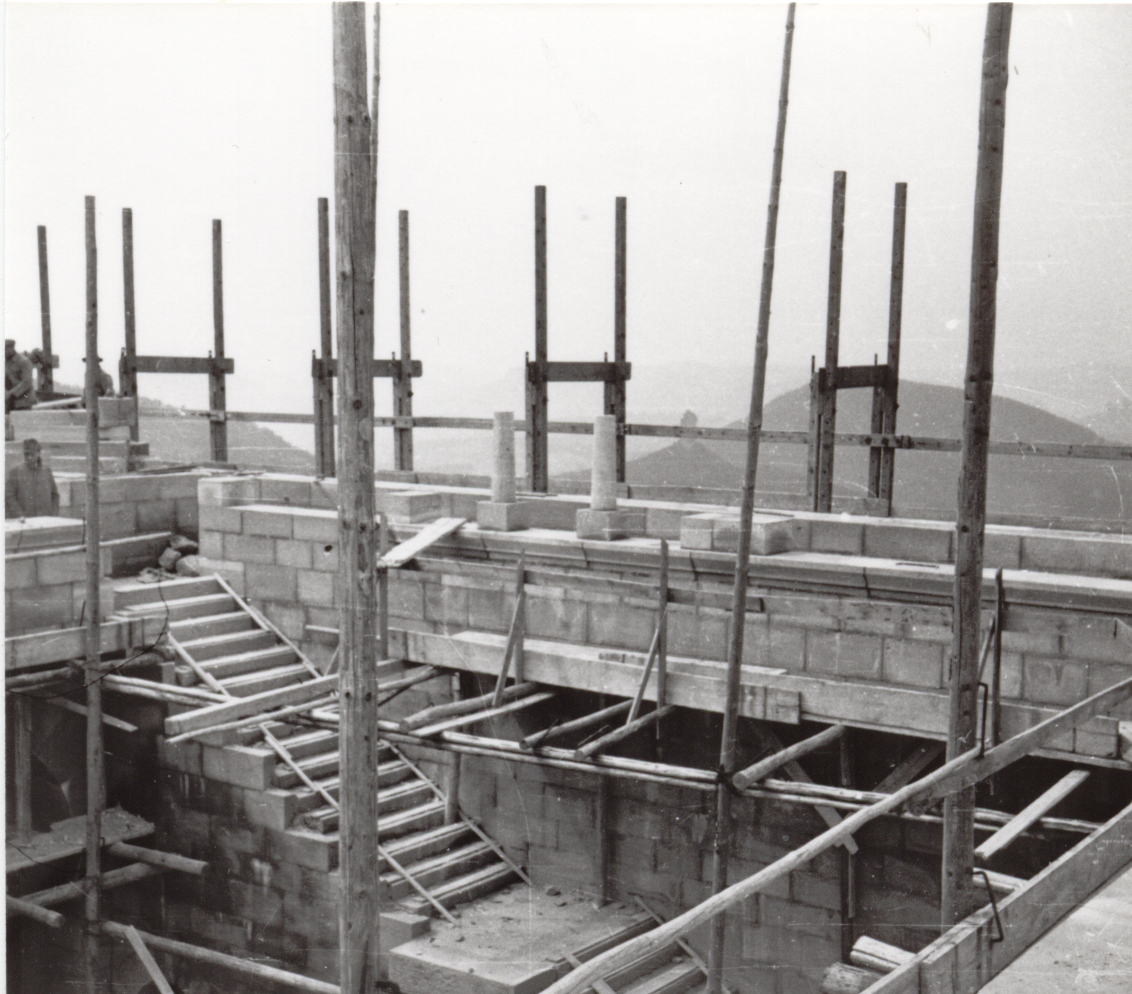
Neubau des Palasgebäudes der Burgruine Trifels

Rudolf Esterer (* 23. November 1879 in Altötting; † 11. November 1965 in Farnach im Chiemgau) war ein deutscher Architekt, Denkmalpfleger und Hochschullehrer.

## Leben
Rudolf Esterer studierte von 1900 bis 1903 an der Technischen Hochschule München Architektur bei Friedrich von Thiersch und war ab 1907 in Würzburg als Regierungsbaumeister (Assessor) tätig. Er trat 1915 in die Bauabteilung des königlich bayerischen Obersthofmeisterstabes ein. Ab 1924 war Esterer leitender Architekt der Bayerischen Verwaltung der staatlichen Schlösser, Gärten und Seen. In dieser Funktion war er unter anderem für die Restaurierung der Kaiserburg Nürnberg, der Plassenburg in Kulmbach, der Festung Marienberg in Würzburg, des Markgräflichen Opernhauses sowie der Burg Trausnitz in Landshut verantwortlich.
1939 wurde er mit einem nebenamtlichen Lehrauftrag für praktische Denkmalpflege und Verleihung eines Professorentitels an die Technische Hochschule in München berufen. Dort konnte er seine Vorstellung der jeweils auf den Einzelfall abzielenden „Schöpferischen Denkmalpflege“ an angehende Architekten weitergeben. Im Jahr 1943 wurde von dem bayerischen Ministerpräsidenten Ludwig Siebert die auf eine Idee Esterers zurückgehende Staatsstiftung Tittmoninger Werkhütte gegründet. Bereits in der letzten Kriegsphase befasste sich Esterer als Leiter der Bauabteilung der Bayerischen Schlösserverwaltung zusammen mit seinem Mitarbeiter Tino Walz mit der Sicherung von zerstörter Bausubstanz und Rettung weiterer Kulturgüter.
Politisch unbelastet wurde er unmittelbar nach Ende des Zweiten Weltkriegs als erster Nachkriegspräsident der Bayerischen Verwaltung der staatlichen Schlösser, Gärten und Seen eingesetzt. Jüngere Forschungen belegen, dass „Esterer auch in die geplanten Aktionen der Freiheitsaktion Bayern eingebunden war“.
Auf Esterers Weisung hin erfolgte die Bergung, Dokumentation und Inventarisierung von Bauresten, Ausstattungsteilen und anderen Fundstücken. Dieses Amt hatte er bis 1952 inne. Außerdem war Esterer Gründungsmitglied und später auch Vizepräsident der Bayerischen Akademie der Schönen Künste. Nach Kriegsende war er nicht nur am Wiederaufbau Münchens maßgeblich beteiligt, sondern auch der Kaiserburg Nürnberg, der Residenz Würzburg und des Schlosses Johannisburg in Aschaffenburg. Auch setzte er sich für die Wiederherstellung der durch Bomben stark in Mitleidenschaft geratenen Schlossparks ein. Dabei ermahnte er unmittelbar Verantwortliche, sich gegen den Sparzwang und andere Widerstände durchzusetzen: „Die Gartenvorstände müssen sich darüber klar sein, daß der Staat, wenn er eine große Anzahl alter, geschichtlich gewordener Parks in seine Pflege genommen hat, dieses nur tut, um ein bedeutendes künstlerisches Vermächtnis der Vergangenheit auch kommenden Generationen zu erhalten.“
Esterer formulierte seine Überzeugung vom „Schöpfer Denkmalpflege“ als Gegensatz zum bisherigen Lehrsatz „Konservieren, nicht restaurieren“. In der Praxis ging Esterer in einigen Fällen wie zum Beispiel der Kaiserburg Nürnberg oder im Umbau der Burgruine Trifels in eine nationalsozialistische Weihestätte über den homogenen Anschluss an die originale Bausubstanz heraus und interpretierte den Bestand „im Sinne“ des Originals neu. Kritisiert wurde Esterer auch für seinen Neubau des Herkulessaals der Münchner Residenz, der in seinem monumentalen Neoklassizismus eher an die Architektur des Nationalsozialismus erinnert, als an das Neue Bauen der Nachkriegszeit, und für die Zerstörung der Ausmalung des Kaiserdoms zu Speyer von Johann Schraudolph.

## Ehrungen
- 1952: Großes Verdienstkreuz der Bundesrepublik Deutschland
- 1959: Bayerischer Verdienstorden
- 1965: Johann Christian von Hofenfels-Medaille

## Werk

### Bauten (Auswahl)
- 1908: Kgl. Kreistaubstummenanstalt (heute: Landratsamt Würzburg) in Würzburg
- 1908: Rathaus Altötting
- 1936: Seehaus am Kleinhesseloher See in München
- 1949–1953: Neuer Herkulessaal der Münchner Residenz
- 1952–1953: Wiederaufbau von St. Peter in München (zusammen mit Erwin Schleich)
- 1957: Restaurierung des Speyerer Doms

### Schriften (Auswahl)
- Denkmalpflege an bayerischen Residenzen und Schlössern nach der Zeit der Monarchie. In: Zeitschrift für Denkmalpflege Wien, 4. Jg. (1930), S. 97–103.
- München. Prinz Carl-Palais. Plan und Bauwerk. Entwürfe aus fünf Jahrhunderten. Bayerische Akademie der Schönen Künste, München 1952.
- Wiederherstellen oder Erneuern? In: Das Bayerland, Bd. 56 Heft 9 (1954), S. 336–339.